# Tal der Zwickauer Mulde
Tal der Zwickauer Mulde este o arie protejată (arie de protecție specială avifaunistică — SPA) din Germania întinsă pe o suprafață de 2.724 ha, integral pe uscat.

## Localizare
Centrul sitului Tal der Zwickauer Mulde este situat la coordonatele 50°57′53″N 12°43′57″E / 50.9647°N 12.7325°E.

## Înființare
Situl Tal der Zwickauer Mulde a fost declarat arie de protecție specială avifaunistică în noiembrie 2006 pentru a proteja 44 de specii de animale.

## Biodiversitate
Situată în ecoregiunea continentală, aria protejată nu include niciun habitat protejat.
La baza desemnării sitului se află mai multe specii protejate de  păsări (44): lăcar-de-rogoz (Acrocephalus schoenobaenus), fluierar de munte (Actitis hypoleucos), pescăruș albastru (Alcedo atthis), rață sulițar (Anas acuta), rață lingurar (Anas clypeata), rață mică (Anas crecca crecca), rață fluierătoare (Anas penelope), Anas platyrhynchos platyrhynchos, rață cârâitoare (Anas querquedula), Anas strepera strepera, Ardea cinerea cinerea, rață-cu-cap-castaniu (Aythya ferina), rața moțată (Aythya fuligula), buhai de baltă (Botaurus stellaris stellaris), buha (Bubo bubo), Bucephala clangula, barză albă (Ciconia ciconia ciconia), barză neagră (Ciconia nigra), erete de stuf (Circus aeruginosus), cristeiul de câmp (Crex crex), lebădă de iarnă (Cygnus cygnus), lebădă de vară (Cygnus olor), ciocănitoarea de stejar (Dendrocopos medius), ciocănitoare neagră (Dryocopus martius), egretă albă (Egretta alba), presură sură (Emberiza calandra), șoimul rândunelelor (Falco subbuteo), ciuvică (Glaucidium passerinum), sfrâncioc roșiatic (Lanius collurio), Larus michahellis, pescăruș râzător (Larus ridibundus), ferestraș mic (Mergus albellus), Mergus merganser merganser, gaia neagră (Milvus migrans), gaia roșie (Milvus milvus), pietrar sur (Oenanthe oenanthe), viespar (Pernis apivorus), cormoran mare (Phalacrocorax carbo carbo), bătăuș (Philomachus pugnax), ciocănitoare verzuie (Picus canus), mărăcinar (Saxicola rubetra), Tachybaptus ruficollis ruficollis, fluierar de mlaștină (Tringa glareola), nagâț (Vanellus vanellus).